# GeForce Now
GeForce Now (cách điệu là GeForce NOW) là thương hiệu được Nvidia sử dụng cho dịch vụ chơi game trên đám mây của mình. Phiên bản GeForce Now dành cho Nvidia Shield (trước đây được gọi là Nvidia Grid) ra mắt bản beta vào năm 2013, Nvidia chính thức công bố tên gọi vào ngày 30 tháng 9 năm 2015. Dịch theo mô hình đăng ký  này cung cấp cho người chơi quyền truy cập không giới hạn vào thư viện trò chơi được lưu trữ trên máy chủ Nvidia trong suốt thời gian đăng ký, trò chơi sẽ được truyền phát cho người đăng ký thông qua phát trực tuyến video. Một số tựa game nhất định cũng có thể được mua thông qua mô hình "Buy & Play" (Mua và chơi). Phiên bản này đã ngừng hoạt động vào năm 2019 và được chuyển sang phiên bản dịch vụ mới cho phép người dùng Shield chơi trò chơi của riêng họ.
Vào tháng 1 năm 2017, Nvidia đã công bố ứng dụng GeForce Now dành cho máy tính Windows và Mac dưới dạng beta miễn phí cho thị trường Bắc Mỹ và Châu Âu. GeForce NOW cho phép người dùng truy cập vào một máy tính ảo để họ có thể cài đặt các trò chơi có sẵn từ nền tảng phân phối kỹ thuật số hiện có và chơi chúng từ xa. Giống như phiên bản Shield gốc, máy tính ảo này cũng được truyền phát từ máy chủ Nvidia. Ngoài ra, ứng dụng dành cho Android cũng đã được giới thiệu vào năm 2019.
Dịch vụ GeForce Now chính thức ra mắt người dùng thế giới sau khi thoát khỏi giai đoạn Beta vào ngày 4 tháng 2 năm 2020.  Hiện tại, GeForce Now hỗ trợ nhiều nền tảng khác nhau bao gồm Windows, macOS, Android, iOS, Shield TV, Chromebook, Tizen và WebOS. Công nghệ nền tảng của Geforce NOW được phát minh bởi Franck Diard và Xun Wang. Bản quyền sở hữu trí tuệ thuộc về Nvidia.

## Tính năng
GeForce Now hoạt động dựa trên một mạng lưới máy chủ đặt tại các trung tâm dữ liệu ở Bắc Mỹ và Châu Âu.  Mạng lưới này lưu trữ và cung cấp thư viện trò chơi GeForce Now cho các thành viên ở những khu vực đó. Vào ngày 18 tháng 3 năm 2021, Nvidia thông báo rằng họ sẽ mở thêm một trung tâm dữ liệu ở Montreal, Canada cùng với hai trung tâm dữ liệu ở Úc thông qua sự hợp tác với Pentanet. Máy chủ của GeForce Now sử dụng card đồ họa Nvidia Tesla và có thể truyền phát trò chơi ở độ phân giải lên tới 4K/60fps hoặc 1440p ở tốc độ 120 khung hình/giây. Nvidia khuyến nghị người dùng sử dụng kết nối internet 50 Mbit/giây cho stream 1080/60fps, dịch vụ này cũng hỗ trợ stream ở tốc độ 720p/60fps cho kết nối 25 Mbit/giây, khung hình 720/30fps cho các kết nối cao hơn 10 Mbit/giây và áp dụng công nghệ điều chỉnh bitrate theo băng thông để đảm bảo chất lượng phù hợp. Phần cứng phía máy chủ sẽ được nâng cấp theo thời gian để cải thiện chất lượng streaming.

## Thư viện game
Thư viện game ban đầu của GeForce Now trên thiết bị Shield có hơn hơn 80 trò chơi tính đến tháng 3 năm 2016; tại Hội nghị các nhà phát triển trò chơi 2016, Nvidia đã công bố các thỏa thuận cấp phép mới với Sega và Warner Bros. Interactive Entertainment. Phần lớn thư viện game của dịch vụ cho phép stream và chơi khi đăng ký dịch vụ này. Một số trò chơi khác chỉ cho phép mô hình "Mua và chơi", buộc người dùng phải mua game để có thể truy cập vào trò chơi. Thư viện này hiện đã được thay thế bằng mô hình "bring your own games" (tự mang game của bạn), tương thích với GeForce Now dành cho Windows, Macintosh và Android. Ví dụ: nếu người dùng muốn chơi Fortnite trên thiết bị của họ thì việc chơi game này là miễn phí vì bản thân trò chơi này cũng miễn phí, nhưng để chơi Cyberpunk 2077, người dùng cần phải đăng nhập vào tài khoản Steam hoặc Epic Games Store có sở hữu trò chơi đó.
Trong quá trình dịch vụ GeForce Now chuyển từ giai đoạn beta sang ra mắt chính thức vào tháng 2 và tháng 3 năm 2020, Nvidia đã vướng phải một số tranh chấp về quyền cấp phép liên quan đến các trò chơi trên nền tảng. Vào tháng 2 năm 2020, Activision Blizzard đã xóa toàn bộ trò chơi của họ khỏi dịch vụ với lý do "hiểu lầm" về các điều khoản. Bethesda cũng tiếp tục gỡ bỏ phần lớn các trò chơi của họ khỏi GeForce Now ngay sau đó. Các nhà phát triển của The Long Dark cho biết trò chơi của họ đã được đưa lên dịch vụ GeForce Now một cách không phù hợp mà không có bất kỳ thỏa thuận cấp phép nào; Nvidia đồng ý gỡ bỏ trò chơi này. Đầu tháng 3 năm 2020, 2K Games cũng ngừng cung cấp các sản phẩm của họ trên dịch vụ GeForce Now.
Vào tháng 5 năm 2020, Nvidia tuyên bố thay đổi cách thức hoạt động của GeForce Now. Bắt đầu từ tháng 6 năm 2020, nhà phát hành và phát triển game sẽ có quyền lựa chọn tham gia cung cấp trò chơi của họ vào thư viện GeForce Now. Dịch vụ này sẽ được cung cấp miễn phí cho các nhà phát hành và phát triển game. Ngay sau đó, Valve thông báo rằng họ đang tung ra bản beta của dịch vụ Steam Cloud Play cho cửa hàng của mình, dịch vụ này cho phép tích hợp với các dịch vụ chơi game đám mây khác, bao gồm cả GeForce Now.
Vào ngày 30 tháng 9 năm 2021, GeForce Now đã thông báo rằng các trò chơi của Electronic Arts, bao gồm các thương hiệu Battlefield, Mirror's Edge Catalyst, Unravel và Dragon Age đã có sẵn để chơi trên đám mây của họ.
Tính đến tháng 1 năm 2022, GeForce NOW hỗ trợ hơn 1500 trò chơi.
Vào tháng 2 năm 2023, Microsoft (công ty vận hành Xbox Cloud Gaming) đã tuyên bố sẽ đưa các trò chơi Xbox PC của mình lên dịch vụ  đám mây GeForce Now của Nvidia. Ngoài ra, nếu thương vụ mua lại Activision Blizzard của Microsoft được chấp thuận thì họ cũng sẽ đưa các trò chơi của Activision Blizzard lên dịch vụ của Nvidia.

## GeForce Now cho máy tính
Vào tháng 1 năm 2017, tại Hội chợ Điện tử Tiêu dùng (CES), Nvidia đã công bố phiên bản GeForce Now dành cho máy tính Windows và Macintosh. Không giống như phiên bản dành cho Nvidia Shield (mà Nvidia quảng cáo là tương tự như Netflix), đây là một dịch vụ riêng biệt trong đó người dùng có thể thuê quyền truy cập vào máy tính từ xa sử dụng hệ điều hành Windows có card đồ họa GeForce GTX. Người dùng có thể cài đặt các nền tảng phân phối game kỹ thuật số như Steam trên máy tính từ xa để tải xuống và chạy các trò chơi đã mua hoặc miễn phí giống như trên máy tính cá nhân của họ. Một cách thu phí tiềm năng là tính phí theo phút chơi bằng cách sử dụng các gói tín dụng dịch vụ; sẽ có hai gói giá tương ứng với hiệu năng của card đồ họa GTX 1060 và GTX 1080. Nvidia định hướng mục tiêu dịch vụ này đến những người dùng muốn chơi các trò chơi đã mua trên những máy tính nhưng những máy tính đó lại không tương thích với chúng, chẳng hạn như máy tính xách tay hay máy tính có cấu hình thấp. Tuy nhiên, cách thu phí theo phút này chưa bao giờ được áp dụng. Thay vào đó, Nvidia tiết lộ hai lựa chọn thành viên – Miễn phí và Founder  – vào ngày 4 tháng 2 năm 2020, khi GeForce Now chính thức kết thúc giai đoạn beta.
Vào ngày 18 tháng 3 năm 2021, GeForce Now đã thay đổi các gói thành viên thành Miễn phí và Ưu tiên. Cùng với sự thay đổi này, GeForce Now cũng tuyên bố rằng bất kỳ ai đã mua gói thành viên Founder vào và trước ngày 17 tháng 3 năm 2021 sẽ tự động được cấp quyền thành viên Founders for Life (Nhà sáng lập trọn đời) với mức phí duy trì là $4.99/tháng chừng nào tài khoản thành viên còn hoạt động. Sau đó, vào ngày 21 tháng 10 năm 2021, GeForce Now bổ sung thêm gói đăng ký RTX 3080, RTX 3080 mới nhất.
Mặc dù GeForce Now là một dịch vụ chơi game đám mây thành công. hiện nay, quá trình ra mắt của nó lại khá gian nan. Nvidia lần đầu tiên thông báo về phiên bản beta của GeForce Now dành cho PC vào tháng 3 năm 2017, nhưng sau đó lại âm thầm hủy bỏ kế hoạch này. CEO của Nvidia, Jen-Hsun Huang, cho biết trong báo cáo thu nhập vào tháng 5 năm 2017 rằng việc tìm kiếm sự cân bằng giữa chi phí, chất lượng dịch vụ và tính khả thi của việc ảo hóa PC chơi game tốn nhiều thời gian. Ông thừa nhận rằng công ty cần "vài năm nữa" để hoàn thiện. Vào cuối tháng 10 năm 2017, Nvidia khởi chạy bản beta miễn phí và mở cho tất cả người dùng ngôn ngữ tiếng Anh trên các máy Mac ở Bắc Mỹ và Châu Âu. Vào tháng 1 năm 2018, Nvidia mở rộng dịch vụ GeForce Now sang PC. Sau quá trình thử nghiệm, GeForce Now chính thức ra mắt người dùng toàn cầu vào ngày 4 tháng 2 năm 2020. Dịch vụ nhận được nhiều đánh giá tích cực so với đối thủ là Stadia.

## Đối tác phân phối và cộng tác toàn cầu
Dịch vụ chơi game trực tuyến GeForce Now của Nvidia tận dụng mạng lưới các đối tác để mở rộng phạm vi hoạt động và giúp người dùng trên toàn cầu có thể dễ dàng tiếp cận các trò chơi trên đám mây. Các đối tác này sẽ vận hành dịch vụ này ở khu vực của họ và điều chỉnh các dịch vụ dựa trên đặc điểm của thị trường địa phương. Theo trang web của Nvidia, tính đến tháng 8 năm 2023, có nhiều đối tác Cộng tác phân phối khác nhau trên khắp thế giới.
- GFN.AM: Phục vụ các quốc gia ở Đông Âu và Trung Á, bao gồm Nga, Ukraine, Kazakhstan, Armenia và Uzbekistan cùng với các quốc gia khác. GFN. RU đã đóng cửa máy chủ vào ngày 1 tháng 10 năm 2023.[37]
- LG U+: Cung cấp dịch vụ tại Hàn Quốc. LG U+ đã chuyển dịch vụ này sang Cloud Game Lab vào tháng 7 năm 2023 với tên nhà cung cấp dịch vụ mới GFN.CO.KR.[38]
- Softbank & au: Cả hai đều hoạt động ở Nhật Bản, trong đó Softbank mở rộng phạm vi hoạt động sang Đài Loan, Hồng Kông và Philippines.
- Taiwan Mobile: Bao gồm Đài Loan, Hồng Kông, Philippines và các nước Đông Nam Á khác.
- GAME+: Hoạt động ở Thổ Nhĩ Kỳ và Síp.
- Pentanet: Cung cấp dịch vụ GeForce Now tại Úc và New Zealand.
- Zain: Bao gồm một số quốc gia Trung Đông bao gồm Jordan, Kuwait, Oman và Ả Rập Saudi.
- Abya: Quản lý dịch vụ ở các quốc gia Nam Mỹ bao gồm Brazil, Argentina, Chile, Paraguay và Uruguay.
- StarHub: Mở rộng dịch vụ tới một số quốc gia Đông Nam Á, cụ thể là Singapore, Indonesia, Malaysia, Philippines, Thái Lan và Việt Nam.
- Yes 5G: Phục vụ thị trường Malaysia.
- Rain: Phủ sóng Nam Phi.
- Bro Game: Bao phủ Thái Lan ( Sắp ra mắt )